# VFTS 102
VFTS 102 és una estrella pertanyent a la nebulosa de la Taràntula, al Gran Núvol de Magalhães. L'estrella està a uns 160.000 anys llum de distància de el Sol.

## Descobriment i característiques
Un equip internacional d'astrònoms va utilitzar el Very Large Telescope (VLT) a l'Observatori Paranal de Xile per fer un sondeig de les estrelles més massives i brillants en la nebulosa de la Taràntula al Gran Núvol de Magalhães. Entre les moltes trobades, va ser detectada aquesta estrella que està rotant a més de 2 milions de quilòmetres per hora. Aquesta velocitat de rotació equival a tres-centes vegades la velocitat de rotació del nostre Sol i es troba en un punt en el qual podria ser destrossada per les forces centrífugues. Fins a la data (desembre de 2019) VFTS 102 seria la més ràpida coneguda. A més, aquesta estrella és 25 vegades més massiva que el Sol i prop de cent mil vegades més brillant. La seva velocitat de translació és significativament diferent que la de les seves veïnes. L'estrella VFTS 102 rep aquest nom pel sondeig en el qual la van descobrir anomenat VLT-FLAMES Tarantula Survey, que al seua vegada es coneix així per ser un sondeig usant el VLT i l'instrument FLAMES, que és un espectògraf. VFTS 102 es mou a gairebé 228 quilòmetres per segon, que és menor que altres estrelles similars a la regió per uns 40 quilòmetres per segon. Les velocitats d'unes 180 estrelles (de tipus O) en el sondeig van trobar que la velocitat mitjana és de 271 km/s. Aquesta diferència en velocitat podria implicar que VFTS 102 és una "estrella fugitiva", una que ha estat projectada des d'un sistema doble després que la seva companya explotés com supernova. Aquesta idea és recolzada per dues pistes: un púlsar i un romanent de supernova associat als voltants.